# ليلة الصفر
ليلة الصفر: القصة التي لا توصف عن الهروب الكبير الأكثر جرأة في الحرب العالمية الثانية هو كتاب من تأليف مارك فيلتون عام 2017. حول هروب الحلفاء الجماعي عام 1942 من معسكر أسرى الحرب الألماني أوفلاج السادس-بي.